# John Carteret
John Carteret, 2. hrabia Granville, 7. senior wyspy Sark KG (ur. 22 kwietnia 1690, zm. 22 stycznia 1763 w Londynie) – brytyjski polityk i dyplomata, znany najbardziej jako „lord Carteret”. Jego ojcem był George Carteret, 1. baron Carteret, matką zaś Grace Granville, córka 1. hrabiego Bath. Jednym z przodków Johna Cartereta był admirał Sir Richard Grenville. John był seniorem Sarku w latach 1715–1720, w 1720 r. sprzedał swe uprawnienia. Był też bajlifem innej wyspy Normandzkiej, Jersey, od roku 1715.

## Rodzina
Baronowie Carteret od wieków zamieszkiwali wyspy Normandzkie i byli normańskiego pochodzenia. John Carteret uczył się w Westminster School oraz w Christ Church na Uniwersytecie Oksfordzkim. Jonathan Swift wyraził się o nim, że „przyswoił sobie więcej łaciny i greki niż kiedykolwiek przedtem ktoś z jego klasy społecznej” („with a singularity scarce to be justified he carried away more Greek, Latin and philosophy than properly became a person of his rank”). Carteret znał również wiele języków współczesnych, zwłaszcza niemiecki, co dało mu pozycję pupila króla Jerzego. Jerzy I Hanowerski, który nie władał angielszczyzną, bardzo sobie cenił tę zdolność Cartereta, tym bardziej że znajomość języka niemieckiego w ówczesnej Anglii była rzadka. Harte, autor Life of Gustavus Adolphus, dziękował za pomoc Cartereta w sprawach dotyczących zawiłości niemczyzny.

## Małżeństwo
17 października 1710 r. Carteret poślubił w Longleat lady Frances Worsley, wnuczkę pierwszego wicehrabiego Weymouth. 25 maja 1711 r. zasiadł w Izbie Lordów. Choć większość jego rodu była jakobitami, Carteret był stronnikiem Hanowerczyków. Miał przyjaciół wśród Wigów (James Stanhope, 1. hrabia Stanhope, Charles Spencer, 3. hrabia Sunderland), i brał udział w unieszkodliwieniu torysowskiego spisku, który przygotowywał Henry St John, 1. wicehrabia Bolingbroke, a w 1715 r. poparł Septennial Act.

## Dyplomata
W roku 1719 Carteret został brytyjskim ambasadorem w Szwecji. Usiłował ochronić ten kraj przed Rosjanami. Jego sekretarzem w Sztokholmie był William Finch, późniejszy ambasador brytyjski w Sztokholmie. Podczas misji tej nabył wiele rozeznania w sprawach niemieckich. Utrzymywał korespondencję z królową Szwecji Ulryką Eleonorą, królem Danii Fryderykiem IV oraz królem Prus Fryderykiem Wilhelmem I, lecz nie radził sobie z intrygami w Londynie. Choć zyskał wiele władzy wraz z nominacją na stanowisko ministra południowego departamentu w 1721 r., padł szybko ofiarą intryg, jakie przygotowywali lord Townshend i Robert Walpole.

## Niechęć Walpole’a
Walpole uważał wpływ Cartereta na króla za niebezpieczny dla siebie, więc wysłał go do Irlandii, jako jej nowego Lorda Namiestnika. Carteret wylądował w Dublinie 23 października 1724 r. i pozostał tam do roku 1730. Musiał zwalczać zamieszanie, jakie powstało wokół tzw. patentu Wooda i Swiftowskich Draper's Letters. Carteret, który zaprzyjaźnił się ze Swiftem, częstym gościem w jego domu, umiał pogodzić interesy lokalne z londyńskimi, czym zdobył sobie szacunek i sympatię.

## Ameryki
Carteret odziedziczył 1/8 udziałów w kolonii (prowincji) Karolina. W latach 1727–1728 John dowiedział się, że pozostali udziałowcy mają zamiar odsprzedać udziały koronie. Carteret jako jedyny nie zgodził się odsprzedać udziałów w 1729 r. i w roku 1730 wycofał się z rządu, by zachować udział. Jego ziemie leżały blisko stanu Wirginia w dzisiejszym stanie Karolina Północna i znane były potem jako Granville District. Ród posiadał je aż do śmierci syna Johna, Roberta, w roku 1776. Po rewolucji amerykańskiej spadkobiercy Roberta otrzymali rekompensatę pieniężną.

## Powrót do Anglii
Przez kilka miesięcy roku 1742 był brytyjskim ambasadorem w Holandii.
Królowa Karolina z Ansbachu unikała Cartereta, ponieważ Walpole czynił mu złą u niej reklamę i z tego powodu, mimo sympatii króla, Carteret aż do upadku Walpole’a w roku 1742 mógł być tylko szefem opozycji w Izbie Lordów. By zjednać sobie królową, miłośniczkę literatury, pokrył koszty pierwszego rzetelnego tłumaczenia Don Kichota i zaangażował się w organizowanie Foundling Hospital, dał się jednak wciągnąć w skierowane przeciw rodzicom intrygi Fryderyka, księcia Walii, wobec czego królowa stwierdziła, że Bolingbroke i Carteret to dwaj najbardziej bezwartościowi i szkodliwi ludzie w kraju (the two most worthless men of parts in the country).
Carteret, podobnie jak znaczna część społeczeństwa, nawoływał do wypowiedzenia wojny Hiszpanom (1739), a potem Francji (1741), by wesprzeć Austrię. W roku 1742 został ministrem północnego departamentu, a w roku 1743 był obecny u boku króla Jerzego II podczas bitwy pod Dettingen (27 czerwca). Urząd ministra pełnił do listopada 1744 r.
Carteret namówił Marię Teresę i Fryderyka Wielkiego do zgody, lecz musiał walczyć o wpływy ze spadkobiercami Walpole’a – braćmi Pelham. Współpracujący z nimi William Pitt nazywał Cartereta „jedynym brytyjskim ministrem, który wyrzekł się swego narodu” (an execrable, a sole minister who had renounced the British nation), lecz w kilka lat później zaadaptował metody Cartereta dla siebie.

## Hrabia Granville
Gdy zmarła jego matka 18 października 1744, Carteret został hrabią Granville. Jego pierwsza żona zmarła rok wcześniej w Aschaffenburgu, a w kwietniu 1744 r. poślubił lady Sophię Fermor, córkę Lorda Pomfret, ówczesną ikonę mody, młodszą od jego córek. Horace Walpole, syn Roberta Walpole’a, wielokrotnie wyszydzał związek starego Kichota i pięknej Sophie (The nuptials of our great Quixote and the fair Sophia). Druga żona zmarła w roku 1745, pozostawiając córkę Zofię (Sophia), której mężem został potem William Petty, 2. hrabia Shelburne.
W lutym 1746 r. niemal zgodził się na współpracę z braćmi Pelham, lecz zrezygnował z proponowanego stanowiska ministra po 48 godzinach. W czerwcu 1751 r. został Lordem Przewodniczącym Rady, nadal ciesząc się zaufaniem króla. W roku 1756 książę Newcastle chciał go wystawić przeciw Pittowi jako kandydata na premiera, lecz Carteret, wiedząc o kłopotach Pelhamów z Pittem, wsparł tego ostatniego. W październiku 1761 r. odwołał się do opinii większości w Izbie, gdy Pitt chciał natychmiastowego wypowiedzenia wojny Hiszpanom, podpisującym pakt familijny z Francją.
Zmarł w swym domu przy Arlington Street w Londynie 22 stycznia 1763 r. Tytuł hrabiego Granville przeszedł na jego syna Roberta, który zmarł bezpotomnie w 1776.

## Literatura
- Archibald Ballantyne, Lord Carteret: A Political Biography 1690 to 1763 (Whitefish: Kessinger Publishing, 2004). ISBN 1-4179-5698-4.
- R.H. Nichols and F A. Wray, The History of the Foundling Hospital (London: Oxford University Press, 1935).